# Gustav Nottebohm
Martin Gustav Nottebohm (Lüdenscheid, 12 novembre 1817 – Graz, 29 ottobre 1882) è stato un musicologo, compositore e pianista tedesco.

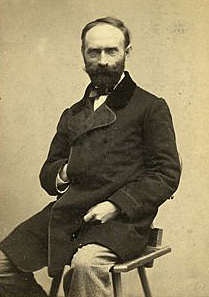

Ha trascorso gran parte della sua vita a Vienna, ed è noto soprattutto per i suoi studi su Beethoven.

## Biografia
Nottebohm studiò a Lipsia, dove incontrò Mendelssohn e Schumann, e si stabilì a Vienna nel 1846. Nel 1862 incontrò Brahms, che divenne un suo grande amico; Brahms si prese cura di Nottebohm nella sua ultima malattia e si occupò dei preparativi per il suo funerale. Nottebohm fu un ricercatore pionieristico in quelli che oggi si chiamano 'studi beethoveniani'. Egli trovò degli inediti beethoveniani e redasse un importante catalogo tematico delle opere di Beethoven. Il suo più grande contributo comunque è costituito probabilmente dalla sua serie di saggi e apparati critici su parecchi degli 'sketchbook' (quaderni di appunti) su cui Beethoven annotava ed elaborava le sue iniziali idee compositive. L'ultima pubblicazione di Nottebohm sull'argomento apparve postuma nel 1887, a cura del suo primo allievo Mandyczewski.
A proposito delle ricerche di Nottebohm sugli abbozzi di Beethoven, lo studioso beethoveniano Joseph Kerman scrisse: «Fece alcuni errori, ma è fuor di dubbio che pochi musicologi siano riusciti a mantenere come lui un così elevato standard di precisione e oggettività, e un così chiaro senso di ciò che è rilevante, nel trattare una tale massa di materiale complesso».
Gli studi di Nottebohm non si limitarono a Beethoven. Pubblicò un catalogo tematico di Schubert e fu un appassionato collezionista di musica barocca e pre-barocca, sia vocale sia strumentale. Brahms ereditò una parte della sua collezione che donò, assieme alla sua biblioteca, alla Gesellschaft der Musikfreunde (Società degli amici della musica) di Vienna.
Le composizioni di Nottebohm riguardano principalmente la musica da camera e la musica per pianoforte. Quest'ultima comprende delle Variazioni su una Sarabanda di J.S. Bach per pianoforte a quattro mani, che spesso eseguì assieme a Brahms. In una lettera a Heinrich von Herzogenberg del 20 agosto 1876, Brahms annovera Nottebohm (assieme a Schumann) tra gli specialisti moderni della forma musicale della variazione.